# Мері Карнелл
Мері Карнелл (21 грудня 1861 — 10 жовтня 1925), також відома як Мері Карнелл МакЮен, була американською фотографкою, що базувалась у Філадельфії, штат Пенсільванія. Вона була засновницею та першим президентом Федерації жінок Американської асоціації фотографів.

## Ранні роки
Мері А. Карнелл народилася в м. Гласборо, штат Нью-Джерсі, в родині Вільяма Карнелла та Ханни Ельміри Гіллман Карнелл. Закінчила середню школу Гласборо. Її батько володів ливарним заводом. Вона ледь не померла в 1890 році, коли її дядько спробував штовхнути її під зустрічний поїзд, але її врятував провідник поїзда.

## Кар'єра

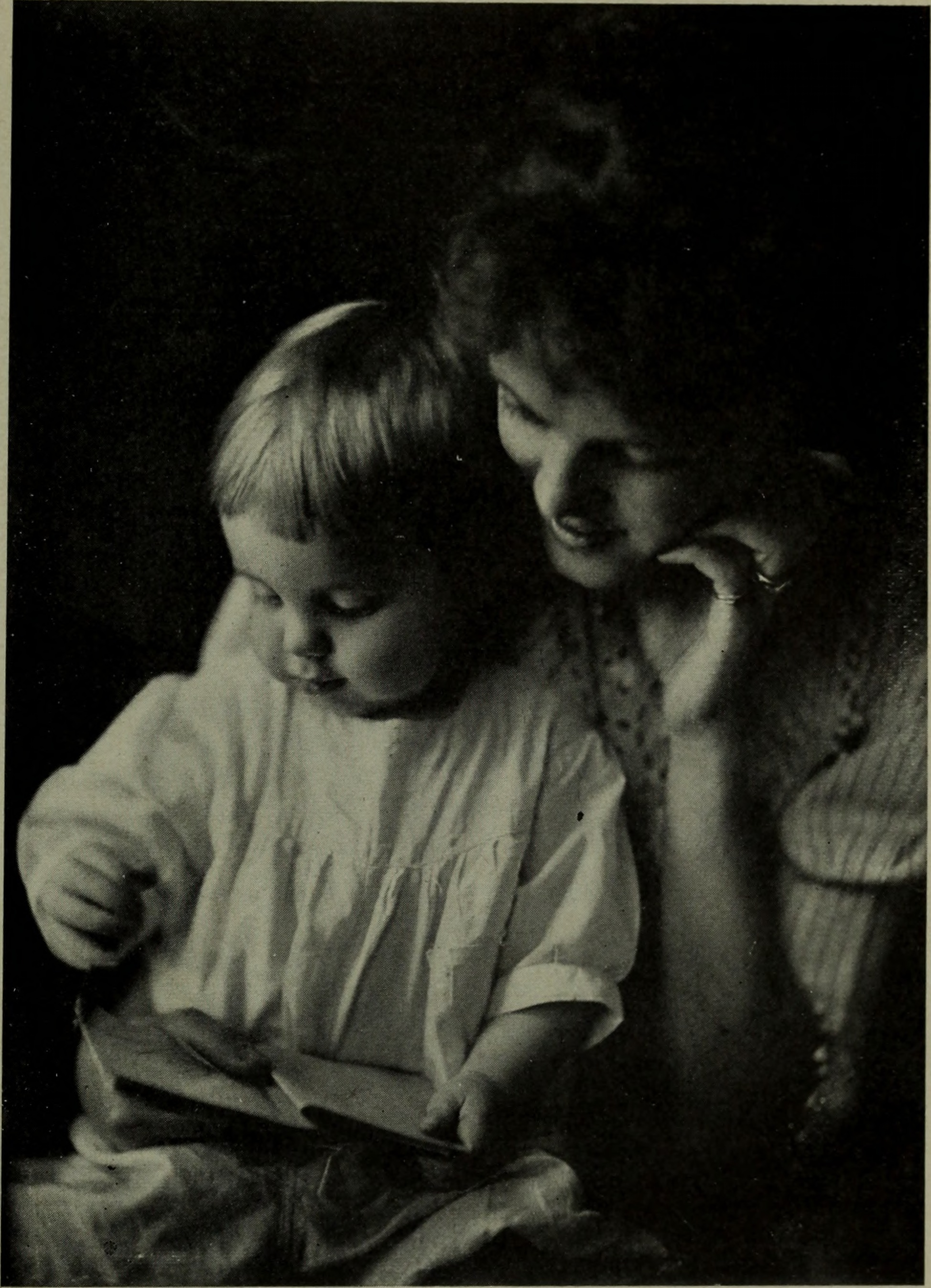
«Книга оповідань» авторства Мері Карнелл, з публікації 1911 року.

Карнелл керувала власною фотостудією на Спрус-стріт у Філадельфії. Вона організувала Жіночу федерацію Асоціації фотографів Америки в 1909 р. і три роки була її першим президентом. «Її тактовність і управлінські здібності проявляються в кожному русі її величної фігури», — писав Баярд Вуттен в 1912 році. «Вона є матір'ю Федерації, і, вдячно оцінивши все, що вона зробила для Федерації, її було обрано її довічною головою».
Карнелл також була президентом Жіночого допоміжного органу Old Guard State Fencibles, членом Асоціації історичних конкурсів Пенсільванії, президентом Клубу професійних жінок, членом Товариства з профілактики соціальних та моральних захворювань, член стипендії Діккенса та член ради директорів The Plastic Club.

## Особисте життя
Мері Карнелл вийшла заміж за Едварда Аллена Макюена в 1900 році. Померла у 1925 році у віці 63 років. Лора Х. Карнелл, жіноча декан Темплського університету, була її двоюрідною сестрою.